# Ugrókötelezés

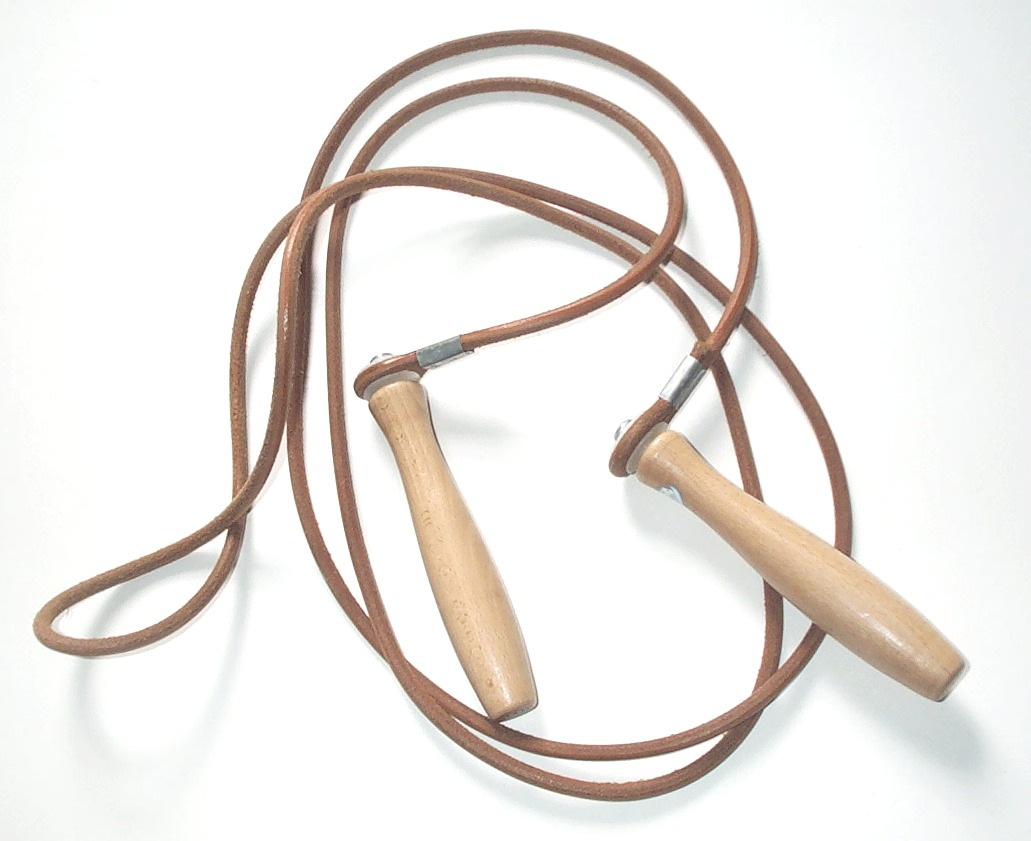
Ugrókötél

Az ugrókötél  az ugrókötelezés során használt eszköz. Az ugrókötelezés egy gyermekjátékon alapuló ügyességi sportág. A kezdetben óvodákban és utcákon űzött gyermekjáték a 20. század második felében terápiás célú foglalkozássá vált, majd akrobatikus, erő- és gyorsasági elemeket tartalmazó sporttá nőtte ki magát.

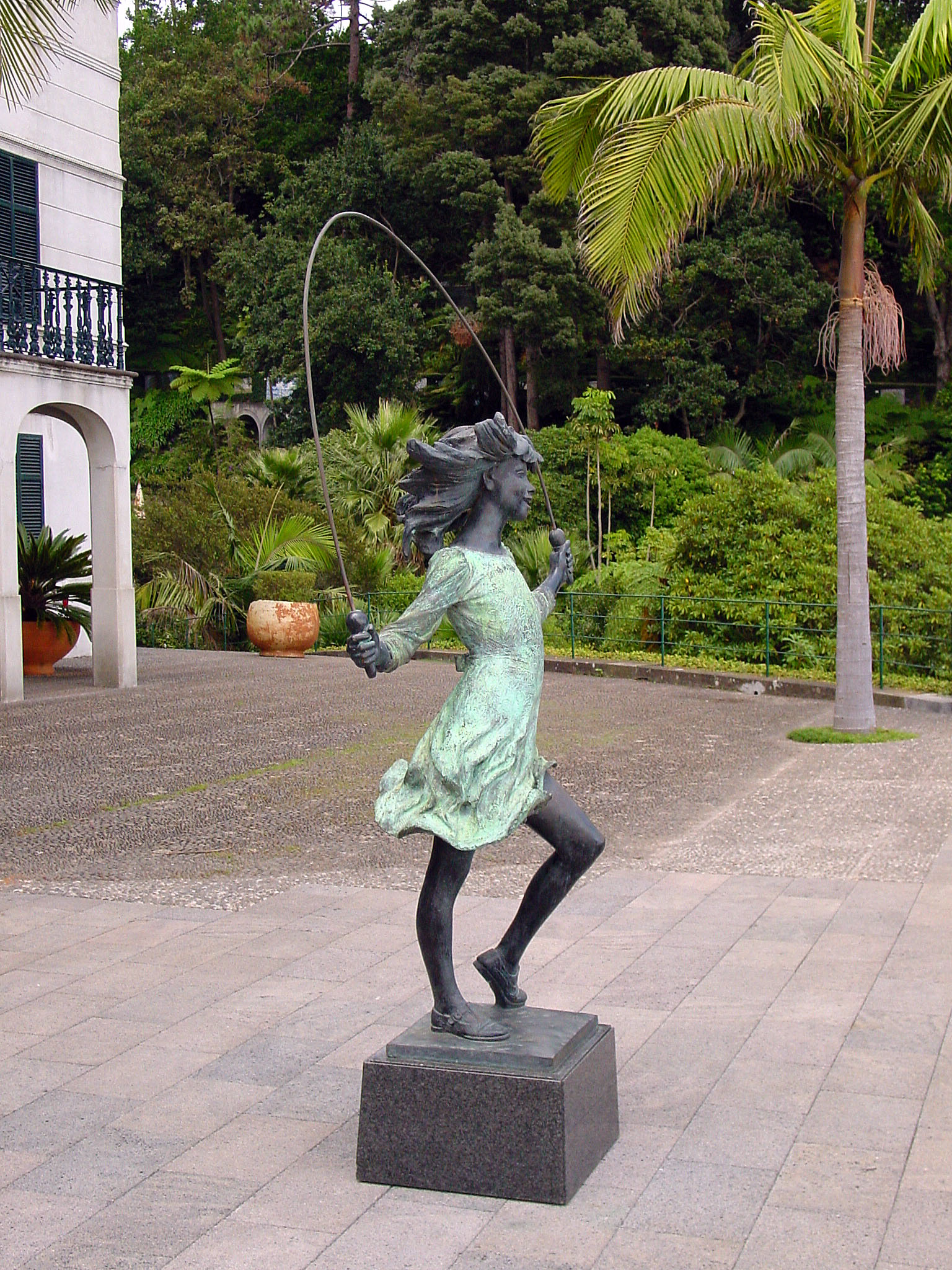
Ugrókötelező kislány szobra, Funchal, Madeira

## Története
Már ókori népek életét bemutató képeken is láthatóak kötél felett ugró gyerekek. Eredetileg sokféle anyagból készítettek ugrókötelet: vesszőkből, összefont szalmából, bőrszíjakból. De használtak ruhaszárító kötelet, illetve acéltokos huzalt is.  Az utóbbit a mai napig is alkalmazzák a gyorsasági számoknál.
Az 1980-as években az Egyesült Államokban, főként az afroamerikai lakókörzetekben terjedt el. Egyes országokban rekreációs, fejlesztő programok részeként is alkalmazzák. Később kialakultak a sportág  keretei.

## Sportágként
A versenyek két alapvető ügyesség mentén szerveződnek:
1. Gyorsasági számok: adott idő alatt hányszor lépi át a versenyző jobb lába a kötelet (30 mp, 90 mp stb.).
2. Szabadon választott gyakorlat: ahol  a versenyző/versenyzők adott időhatárok (45-75 másodperc) között összefüggő gyakorlatokat adnak elő egy kijelölt, általában 9×9 méteres pályán.

### Résztvevők
A versenyzők általában életkori kategóriák szerint versenyeznek. A versenyszámok lehetnek egyéniek vagy különféle formációjú, kisebb-nagyobb csoportok által bemutatottak.

### Kötélugrás Magyarországon
Felkészültségük alapján A és B kategóriák léteznek. Hazánkban saját sportági szövetsége van, és a versenyek egy része beépült a diákolimpiák versenyei közé is. Több kisebb-nagyobb egyesület versenyzői vesznek részt ezeken a versenyeken (Gersekarát Jump for Fun, Gersekarát KDSE, Győr Skipping Girls, Feketés Impalák, Maklár, Mórahalom, Nagykanizsa, Szolnok, Szombathely Kötélugró Klub, Tata, Zirc, Zalaegerszeg).